# Părvomaj
Părvomaj (in bulgaro Първомай?) è un comune bulgaro situato nella Regione di Plovdiv di 31 782 abitanti (dati 2009). La sede comunale è nella località omonima.

## Località
Il comune è formato dall'insieme delle seguenti località:
- Părvomaj (sede comunale)
- Bjala Reka
- Brjagovo
- Bukovo
- Dobri dol
- Dragojnovo
- Dălbok Izvor
- Gradina
- Iskra
- Karadžalovo
- Kruševo
- Porojna
- Pravoslaven
- Tatarevo
- Vinica
- Voden